# Iamblichos z Chalkidy
Iamblichos z Chalkidy (řecky Ἰάμβλιχος) byl pozdně antický pohanský filosof, zakladatel východní školy novoplatonismu. Ve snaze čelit výraznému nástupu vlivu křesťanství se pokusil vytvořit syntézu filosofie a tradičního antického náboženství. Jeho nauka, která tím nabyla značně mystickou podobu, se stala základem pozdějšího neúspěšného pokusu císaře Iuliana o pohanskou restauraci.